# Konrad IV. von Baierbrunn

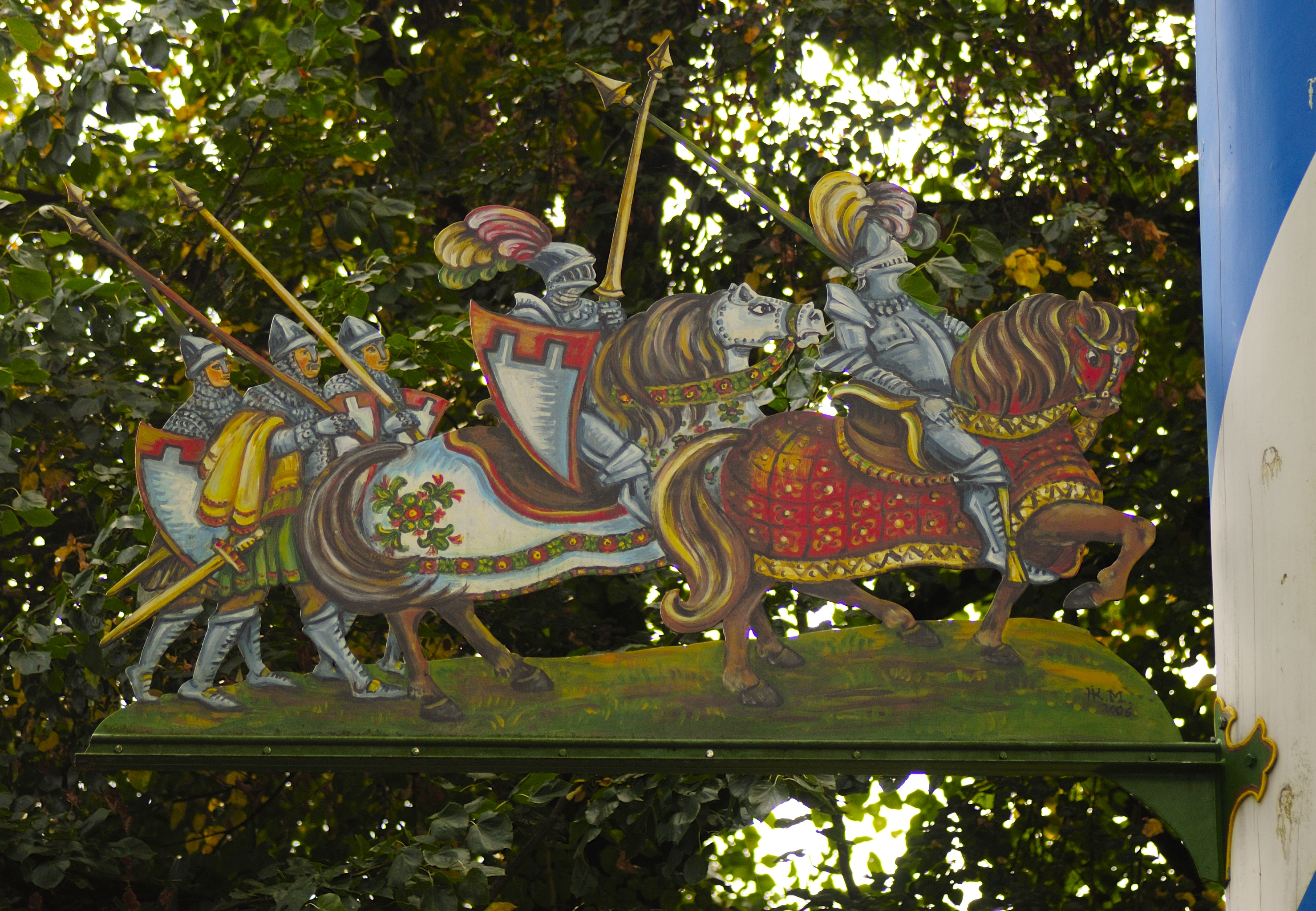
Darstellung Konrads als Ritter auf dem Baierbrunner Maibaum

Konrad IV. von Baierbrunn (* 28. Februar 1275; † 1. Februar 1333) war ein adliger Bayer aus Baierbrunn und Truchsess des bayerischen Herzogs

## Leben
Konrad entstammte den Herren von Baierbrunn. Er war der Sohn von Otto III. von Baierbrunn und seiner Frau Guta und wurde am 28. Februar 1275 geboren. Er heiratete 1288 Elsbeth von Felben, die Schwester Gebhards von Felben. Konrad starb am 1. Februar 1333, und somit nach seinem Sohn Otto IV. von Baierbrunn. Zwar hatte er Teile seines Erbes zu Lebzeiten seiner Enkelin, Beatrix von Baierbrunn, vermacht, doch ist unklar, ob mit seinem Tod das restliche Erbe auch dieser oder zuerst seiner Frau zufiel. Das Kloster Schäftlarn, in welchem er bestattet wurde und dem er einen Teil seines Besitzes übertragen hatte, gedachte seiner in seinem Nekrolog, sowie im Pitanzverzeichnis.
Angebliche Beteiligung in der Schlacht bei Mühldorf
Posthum wurde Konrad zum Kriegshelden in der Schlacht bei Mühldorf verklärt; dies ist aber wahrscheinlich einer Ausschmückung Johannes Aventinus’ zu verdanken und entspricht nicht der Realität.
Nach Aventinus’ Darstellung übernahm allein Seyfried Schweppermann das Kommando, selbst über den Burggrafen Friedrich und König Ludwig. Letzteren soll Schweppermann aufs Schlachtfeld kommandiert haben, wo dieser zudem verkleidet von Konrad von Baierbrunn und Albrecht Rindsmaul vor dem Feind König Friedrich geschützt worden sei. Konrad soll zuvor sogar am Hof König Friedrichs gewesen sein und außer einer wohl „die hochgemutete Gesinnung des unterlegenen Österreichs verherrlichen[den]“ Szene fehlt von Konrad in Aventinus’ Chronik der Schlacht jede weitere Erwähnung.

## Belege
1. ↑  Joachim Lauchs: Baierbrunn – Eine Chronik. Wort & Bild Rolf Becker, Baierbrunn 1988, ISBN 3-927216-00-3, S. 85.
2. ↑  Joachim Lauchs: Baierbrunn – Eine Chronik. Wort & Bild Rolf Becker, Baierbrunn 1988, ISBN 3-927216-00-3, S. 100.
3. ↑  Joachim Lauchs: Baierbrunn – Eine Chronik. Wort & Bild Rolf Becker, Baierbrunn 1988, ISBN 3-927216-00-3, S. 87.
4. ↑  Joachim Lauchs: Baierbrunn – Eine Chronik. Wort & Bild Rolf Becker, Baierbrunn 1988, ISBN 3-927216-00-3, S. 88.
5. 1 2  Joachim Lauchs: Baierbrunn – Eine Chronik. Wort & Bild Rolf Becker, Baierbrunn 1988, ISBN 3-927216-00-3, S. 117.
6. ↑  Joachim Lauchs: Baierbrunn – Eine Chronik. Wort & Bild Rolf Becker, Baierbrunn 1988, ISBN 3-927216-00-3, S. 130.
7. ↑  
Joseph Anton Eisenmann, Karl Friedrich Hohn: Topo-geographisch-statistisches Lexicon vom Königreiche Bayern,. oder alphabetische Beschreibung aller im Königreiche Bayern enthaltenen Kreise, Städte, Märkte, Dörfer, Weiler, Höfe, Schlösser, Einöden, Gebirge, vorzüglichen Berge und Waldungen, Gewässer usw. Band 2. Palm und Enke, Erlangen 1832, S. 538 (Volltext in der Google-Buchsuche).
8. ↑  Joachim Lauchs: Baierbrunn – Eine Chronik. Wort & Bild Rolf Becker, Baierbrunn 1988, ISBN 3-927216-00-3, S. 119–120.

| Personendaten    | Personendaten                                 |
| ---------------- | --------------------------------------------- |
| NAME             | Konrad IV. von Baierbrunn                     |
| KURZBESCHREIBUNG | Adliger und Truchsess des bayerischen Herzogs |
| GEBURTSDATUM     | 28. Februar 1275                              |
| STERBEDATUM      | 1. Februar 1333                               |